# Rita Bouboulidi
Rita Bouboulidi (née à Athènes en 1932 et morte en décembre 2014) est une pianiste d'origine grecque. Elle a fait ses études au Conservatoire de Paris, notamment dans la classe de Lazare Lévy. La carrière internationale qu'elle a ensuite menée lui a valu, de la part de la critique, des appréciations élogieuses sur sa virtuosité et son style, de même que sur sa musicalité, confirmant les paroles d'Edwin Fischer dont elle avait suivi les cours de haute interprétation : « une artiste de grand talent et de grande probité. Sa puissance expressive, sa technique, son admirable toucher la prédestinent à transmettre aux générations futures le message des maîtres ».

## Discographie
(Liste non exhaustive)
- Robert Schumann, Sonate no 2 en sol mineur, op. 22 ; Johannes Brahms, Deux Rhapsodies, op. 79. Rita Bouboulidi, piano. Disque 33 tours 25 cm Erato EFM42024, coll. « Fiori musicali », 1957, (BNF 37873387).
- Johannes Brahms, Concerto no 1 en ré mineur pour piano et orchestre. Rita Bouboulidi, piano, et Orchestre de la société des concerts du Conservatoire, sous la direction de Luis Herrera de la Fuente. Disque 33 tours 30 cm Charlin SLC21, [sans date], (BNF 37815791).
- Ludwig Van Beethoven, les 32 sonates, recorded at studio Flagey, Bruxelles, Belgium, Brooklyn Conservatory of Music, New York, USA, Studio Singel, Antwerp, Belgium 2010, coffret de neuf CD.